# Cesare Prandelli
Claudio Cesare Prandelli (* 19. August 1957 in Orzinuovi) ist ein ehemaliger italienischer Fußballspieler und heutiger -trainer. Von 2010 bis 2014 trainierte er die italienische Nationalmannschaft, mit der er das Endspiel der Europameisterschaft 2012 erreichte.

## Karriere

### Als Spieler
Prandelli begann seine Spielerkarriere mit der Saison 1974/75 beim italienischen Verein US Cremonese, wo er insgesamt vier Spielzeiten in der dritten und zweiten italienischen Liga verbrachte. Nach einem einjährigen Gastspiel bei Atalanta Bergamo in der Saison 1978/79 wechselte er zu Juventus Turin, wo er zwischen 1979 und 1985 die erfolgreichste Zeit seiner Karriere verbrachte. Mit Juve gewann er insgesamt drei italienische Meisterschaften, einen italienischen Pokal, einen Pokal der Landesmeister, einen Pokal der Pokalsieger, einen europäischen Supercup und einen Weltcup. Im Sommer 1985 kehrte er nach Bergamo zurück, wo er noch bis zur Saison 1989/90 spielte.

### Als Trainer
Nach dem Ende seiner Spielerlaufbahn arbeitete Prandelli zunächst als Jugendtrainer bei Atalanta, wobei es ihm 1993 gelang, das Torneo di Viareggio, einen internationalen Wettbewerb für Jugendmannschaften, zu gewinnen. Er blieb noch Jugendtrainer bei Atalanta bis 1997 und wechselte dann ins Profigeschäft.
Seine erste Saison mit US Lecce verlief noch alles andere als glücklich, aber bereits bei seinem nächsten Verein, Hellas Verona, war er erfolgreich und stieg in die Serie A auf. Auch mit der Mannschaft von Venezia gelang ihm der sofortige Aufstieg in die Serie A. Zwei erfolgreiche Jahre mit dem AC Parma, in denen er zweimal in Folge den 5. Platz der Serie A erreichte, etablierten ihn endgültig unter den italienischen Erfolgstrainern. Nach einem kurzen Gastspiel bei der AS Rom, das er aufgrund familiärer Probleme abbrechen musste, trainierte er fünf Jahre lang die AC Florenz.
Prandelli gelang es, aus Florenz ein schlagkräftiges Team zu formen. Seine größten Erfolge bei der Fiorentina waren die beiden vierten Plätze in den Spielzeiten 2007/08 und 2008/09, das Erreichen des Halbfinales im UEFA-Pokal 2007/08 sowie das Erreichen des Champions-League-Achtelfinales 2009/10, nachdem seine Mannschaft in der Gruppenphase vor Olympique Lyon, dem FC Liverpool und dem Debreceni VSC den ersten Platz belegte. Im Januar 2009 wurde er zu Italiens Trainer des Jahres 2008 gewählt.
Nach der Fußball-Weltmeisterschaft 2010 wurde er als Nachfolger Marcello Lippis neuer italienischer Nationaltrainer. Bei der EM 2012 in Polen und der Ukraine wurde die Squadra Azzurra unter ihm Vize-Europameister.
Am 26. Mai 2014 verlängerte er seinen Vertrag bei der italienischen Nationalmannschaft bis 2016, er kündigte jedoch am 24. Juni an, sie nach dem Ausscheiden bei der Fußball-Weltmeisterschaft zu verlassen.
Zur Saison 2014/15 trat Prandelli die Nachfolge von Roberto Mancini als Trainer von Galatasaray Istanbul an. Am 28. November 2014 gab Galatasaray Istanbul die Entlassung von Cesare Prandelli bekannt. Am 1. Oktober 2016 wurde Prandelli neuer Cheftrainer beim FC Valencia. Sein Vertrag lief bis 2018. Bereits Ende Dezember trat er von diesem Posten wieder zurück.
Vom 25. Mai 2017 bis zum 19. Januar 2018 trainierte er al-Nasr SC, einen Erstligisten aus Dubai in den Vereinigten Arabischen Emiraten.
Am 7. Dezember 2018 stellte ihn der italienische Erstligist CFC Genua als neuen Cheftrainer vor. Der Verein war bei seinem neunten sieglosen Pflichtspiel in Folge unter dem Kroaten Ivan Jurić am Vorabend gegen Drittligist Virtus Entella in der 4. Runde der Coppa Italia ausgeschieden. Es war bereits Prandellis zehnte Trainerstation in Italien. 2019 trennten sich Prandelli und der CFC Genua wieder.
Im November 2020 wurde Prandelli Nachfolger des entlassenen Giuseppe Iachini als Cheftrainer bei der AC Florenz, welche er damit zum zweiten Mal trainierte. Am 23. März 2021 legte er in Folge eines Burn-outs das Traineramt bei der Viola nieder und beendete damit auch seine Trainerkarriere.

## Sonstiges
Prandelli schrieb ein Vorwort zu einem Buch, das sich mit Homosexualität im Sport befasst. Darin verurteilt er Homophobie als eine Art von Rassismus.
Als Nationaltrainer bestrafte Prandelli unrühmliches Verhalten auf dem Platz mit seinem Ethik-Code. So verzichtete er freiwillig auf Spieler, die aus unsportlichen Gründen wie Beschimpfungen oder Tätlichkeiten einen Platzverweis oder eine Sperre erhalten haben.

## Erfolge

### Als Spieler
- Italienischer Meister: 1980/81, 1981/82, 1983/84
- Italienischer Pokalsieger: 1982/83, 1983/84
- Europapokal der Pokalsieger: 1983/84
- Europapokal der Landesmeister: 1984/85
- Europäischer Supercup: 1985

### Als Trainer
- Torneo di Viareggio: 1993
- Italienische Serie-B-Meisterschaft: 1998/99
- Vize-Europameister:  2012
- Dritter des Confed-Cups: 2013

### Auszeichnungen
- Italiens Trainer des Jahres: 2008